# Mamuka I Dadiani
Mamuka I Dadiani o Manushar I Dadiani fou mtavari de Mingrèlia del 1590 al 1611, fill de Levan I Dadiani. Va succeir en el tron al seu germà Mamia IV Dadiani.
Es va casar el 1591 amb Nestan-Darejan, filla del rei Alexandre II de Kakhètia, i més tard amb la filla de Kaikhushru II Djakèli, Atabek de Samtskhé.
El seu germà Iesse Dadiani era cec, però un seu fill, Levan III Dadiani, seria després mthavari. Dels altres dos germans, Mamuka i Liparit, aquest últim també seria mtavari (Liparit III Dadiani). Entre les filles, la princesa Mariami es va casar amb Simó Gurieli de Gúria, amb el rei Rustam de Kartli i amb el rei Vakhtang V de Kartli; i la princesa Anna es va casar amb el xa Safi I de Pèrsia.
Va morir d'un accident de cacera a Zúgdidi el 1611 i el va succeir el seu fill Levan II Dadiani.